# Giancarlo Fantozzi
Giancarlo Fantozzi (Grosseto, 2 aprile 1954) è un allenatore di hockey su pista ed ex hockeista su pista italiano.

## Biografia
Nato a Grosseto nel 1954, Giancarlo Fantozzi muove i primi passi nell'hockey nella squadra della sua città, vincendo nel 1971 il titolo italiano Juniores con il Circolo Pattinatori Grosseto.
Nel 1978 si trasferisce all'Amatori Lodi, compagine con la quale vince il campionato 1980-1981 segnando 17 reti. Nel 1982 l'Amatori Lodi raggiunge il secondo posto della Coppa dei Campioni, disputando la finale contro il Barcellona.  Nel 1984 decide di tornare in Maremma e si accasa nell'Hockey Club Castiglione, voluto fortemente dal presidente della società biancoceleste. Nel 1986 la squadra si qualifica alla Coppa CERS, venendo però eliminata agli ottavi di finale. Dopo un anno a Siena nel 1988, Fantozzi torna a Castiglione della Pescaia e gioca nella squadra biancoceleste fino al 1992 ricoprendo anche il doppio ruolo di allenatore-giocatore. Dopo due anni di inattività, Fantozzi torna a Grosseto, giocando nuovamente nella squadra del C.P. Grosseto che lo aveva lanciato. Si ritira dall'hockey nel 1997.
Nel 2001 ritorna nel mondo dello sport come allenatore delle giovanili del Follonica, città nella quale nel frattempo si era trasferito. Nel 2004 è allenatore della prima squadra subentrando nel girone di ritorno al posto dell'argentino Freddy Luz, e porta la compagine del Golfo fino alla semifinale scudetto alla terza partita contro il Prato dei fratelli Enrico e Massimo Mariotti, e Mirko e Alessandro Bertolucci.
Per due volte (2012, 2013) ha guidato il Follonica alla vittoria del titolo nazionale italiano Under 23.

### L'esperienza in Nazionale
Fantozzi viene convocato in nazionale per i mondiali del Cile 1980 a Talcahuano, dove però la squadra italiana, pur con una partenza ottima, non riesce ad essere nemmeno nelle prime quattro posizioni. Successivamente Fantozzi continua l'esperienza in nazionale partecipando agli Europei del 1981 a Essen in Germania e del 1983 a Vercelli in Italia, dove la squadra italiana conquista il terzo posto. Nel 1981 viene convocato anche per i Giochi mondiali di Santa Clara, San Francisco, negli Stati Uniti.

## Caratteristiche tecniche
Fantozzi si forma tecnicamente con Raùl Martinazzo, argentino che militò nelle file del C.P. Grosseto negli anni settanta e fratello maggiore di Josè e Daniel Martinazzo, atleti di grande spessore. Giancarlo oltre ad un ottimo pattinaggio aveva un gran possesso palla individuale e un tiro potente e veloce molto temuto dai portieri di allora. Iniziando come attaccante, Fantozzi nel corso della carriera finisce col ricoprire la posizione di centro.

## Palmarès

### Club

#### Competizioni nazionali
- Campionato italiano: 1

Amatori Lodi: 1980-1981.

#### Competizioni internazionali
- Secondo posto alla Coppa dei Campioni 1981.

### Nazionale
- Medaglia di bronzo ai campionati Europei 1983 a Vercelli (Italia).

## Pubblicazioni
- Giancarlo Fantozzi, 80 ruote sotto i piedi, Grosseto, La Cartotecnica, 1987.